# Bonsai Kitten
Bonsai Kitten (Gatti bonsai nella versione in italiano) è una bufala goliardica realizzata da un gruppo di studenti del Massachusetts Institute of Technology (MIT), che, alla fine del 2000, pubblicò, su un sito web dal nome bonsaikitten.com, le istruzioni per la creazione di "gatti in bottiglia", compresi i relativi kit per il fai da te. Secondo bonsaikitten.com, era possibile, infatti, rinchiudere dei gattini in contenitori di vetro sagomati e costringere il loro corpo ad assumere la forma del recipiente durante la crescita, replicando così, sugli animali, la tecnica utilizzata per la creazione degli alberi bonsai.

## Storia
Nell'immediato, non fu colto l'intento satirico e parodistico del sito: l'apparizione di bonsaikitten.com (che fu chiuso qualche anno dopo) generò accese proteste sul web e sulla carta stampata e diede origine, anche in italiano, a diverse catene di sant'Antonio via e-mail per esprimere una protesta contro il crudele trattamento riservato agli animali (attribuito a un non meglio identificato "scienziato giapponese"). Contemporaneamente alle proteste, anche a seguito di una investigazione dell'FBI che localizzò il sito nei server del MIT e identificò uno degli autori della bufala, già nel 2001, una parte dei media e alcune organizzazioni ambientaliste, come la PETA e il WWF, definivano il fenomeno come una burla.
Bonsaikitten.com fu oggetto di alcuni articoli, pieni di sdegno e orrore, anche su alcuni quotidiani italiani che presero per veri i maltrattamenti sugli animali: a due articoli del giornalista Josto Maffeo sul Messaggero del 15 e 18 gennaio 2001, fece seguito - il 18 febbraio 2002, a oltre un anno di distanza dalla rivelazione della bufala - un articolo dello stesso tenore da parte di Ferruccio Sansa su La Repubblica. Agli inizi del 2001, infatti, poco dopo la pubblicazione degli articoli de Il Messaggero, anche la trasmissione radiofonica Golem, in onda su Rai Radio 1, aveva chiarito la natura burlesca del sito.

## Emulazioni
Sull'onda del successo del sito originale, ne fu realizzata, nel 2001, da parte di emulatori, anche una versione in italiano ospitata dapprima sul dominio www.gattibonsai.it e, in seguito, su gattibonsai.com. Nonostante il tentativo di rendere ancora più palese l'intento umoristico, anche la versione italiana fu subito oggetto di vive proteste. Dopo pochi mesi il sito fu chiuso dalla Polizia postale italiana, per l'ipotesi di istigazione a delinquere e possibile maltrattamento di animali, a seguito di una denuncia presentata dalla conduttrice televisiva Licia Colò.
Nel 2013, il sito www.gattibonsai.it è stato  acquistato da un estimatore e funge da rimando a questa pagina di Wikipedia, allo scopo di evitare il diffondersi di ulteriori falsi allarmi.

## Descrizione dello scherzo

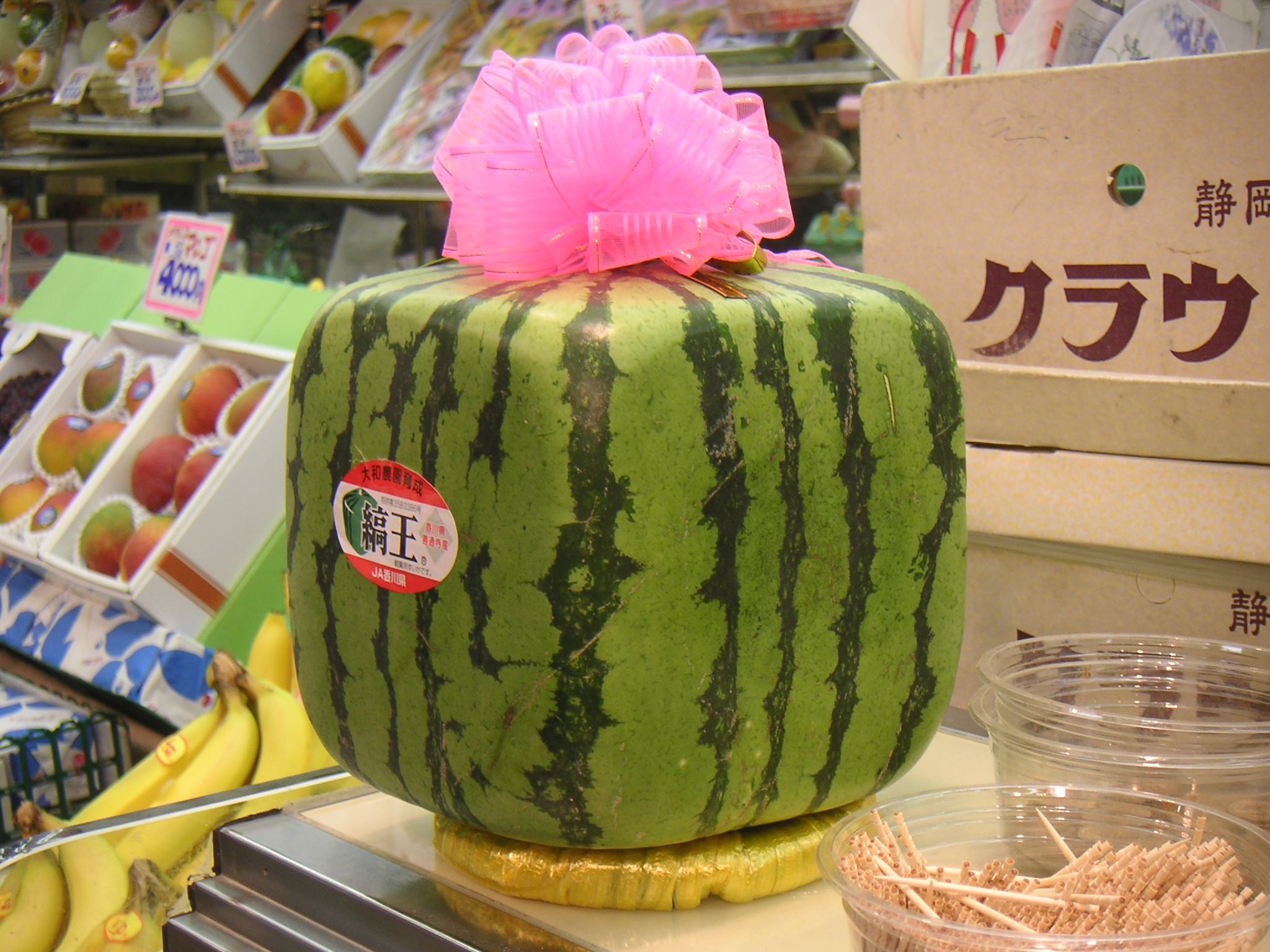
Cocomero quadrato. Il cocomero quadrato è stato successivamente dichiarato dal creatore del sito come influente nella creazione di BonsaiKitten.com. I cocomeri quadrati vengono coltivati in vasi in modo da assumere una forma quadrata.

Le immagini di BonsaiKitten.com mostrano gattini in vasi, presentati come veri esempi dell' "arte perduta" come descritto sulla pagina web di Bonsai Kitten. Lo scherzo, secondo il "Dr. Chang", è che il mondo vede sempre di più la natura come una merce, quindi un sito del genere potrebbe essere molto richiesto. Lo scherzo ha attirato l'attenzione su larga scala come il "sito crudele del giorno" del 22 dicembre 2000 ed è stato costantemente fortemente condannato dalle organizzazioni per i diritti degli animali e, dopo che centinaia di persone si sono lamentate quotidianamente con loro, hanno dichiarato che anche se Bonsai Kitten fosse uno scherzo, "incoraggia la crudeltà verso gli animali".
La pagina web presentata sul sito cruel.com è stata significativamente controversa ed è stata rapidamente rimossa. Le prime dichiarazioni delle società umanitarie che denunciavano il sito come "incoraggiamento all'abuso" hanno causato un'indagine locale, insieme a un annuncio dell'FBI che intendeva indagare sull'imbroglio. L'accusa del sito da parte dell'FBI è stata accolta con favore dagli attivisti per i diritti degli animali, ma è stata contestata dalle autorità web. L'FBI ha supportato la sua indagine su Bonsai Kitten utilizzando una legge firmata dal Presidente Bill Clinton nel 1999. L'attacco al sito web BonsaiKitten.com ha avuto l'effetto di spostare il sito, che ha cambiato ISP altre due volte, prima di essere ospitato definitivamente sui server di Rotten.com. Poiché il sito è ancora presente su alcuni specchi, continua a ricevere lamentele da parte degli attivisti per i diritti degli animali.
La furia scatenata dalle organizzazioni per i diritti degli animali sulla base del sito è stata bilanciata dalle loro continue dichiarazioni che il sito stesso è falso. Lo affermano fin dal 2001.
Gruppi come l'Animal Welfare Institute e la Humane Society degli Stati Uniti hanno ricevuto centinaia di lamentele. I gruppi per il benessere degli animali hanno dichiarato che il sito è falso ma hanno affermato di ritenere che potrebbe essere potenzialmente dannoso. Altri gruppi per i diritti degli animali hanno dichiarato che il sito crea un'atmosfera di crudeltà verso gli animali. Non ci sono prove che il sito sia altro che satira. Numerose autorità hanno consigliato alle persone di smettere di inviare moduli di reclamo tramite la posta elettronica.
Il sito web originale bonsaikitten.com è specchiato su molti siti. La natura e la presentazione dei contenuti dei siti è tale che molti attivisti per i diritti degli animali continuano a contestare il contesto del sito. Bonsai Kitten è stato ulteriormente aggiornato da altri server, ma raramente e lentamente, con aggiunte recenti al sito che indicano che la lettiera per gatti provoca lesioni cerebrali. Il sito afferma che ciò migliora il valore pratico della forma d'arte del Bonsai Kitten.
La controversia è iniziata poco dopo la creazione del sito web BonsaiKitten.com. È stato oggetto di numerosi appelli via spam email. Questi appelli si affidavano al pubblico, spesso non conoscendo l'inglese, per diffonderli. Di conseguenza, queste petizioni venivano spesso diffuse via internet in paesi di lingua non inglese. Anche Blues News ha fornito un link, che è stato poco dopo rimosso dal sito, poiché le lamentele contro l'esistenza del sito e il suo contenuto hanno cominciato a emergere.